# Balklaag

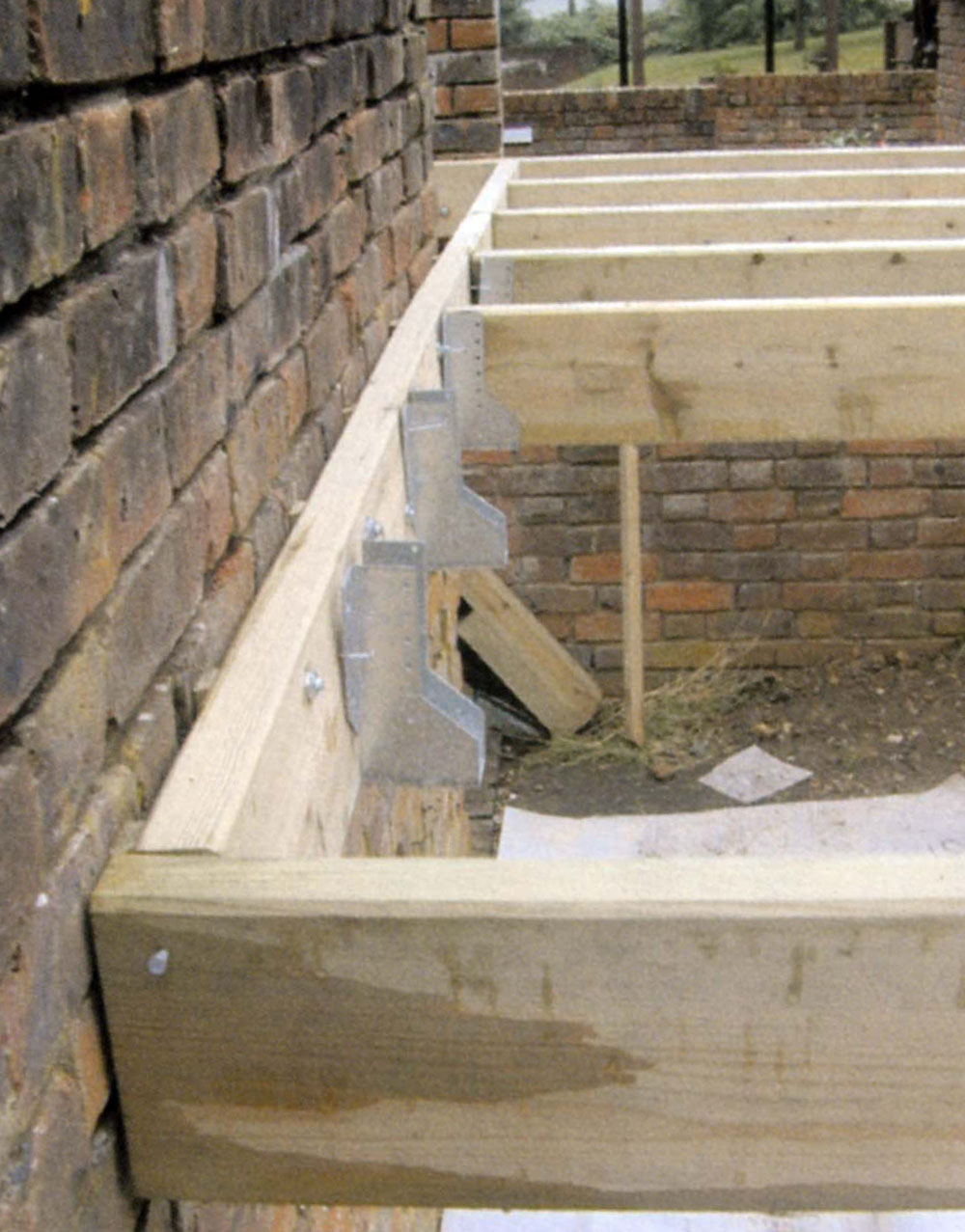
Balklaag op beganegrondniveau

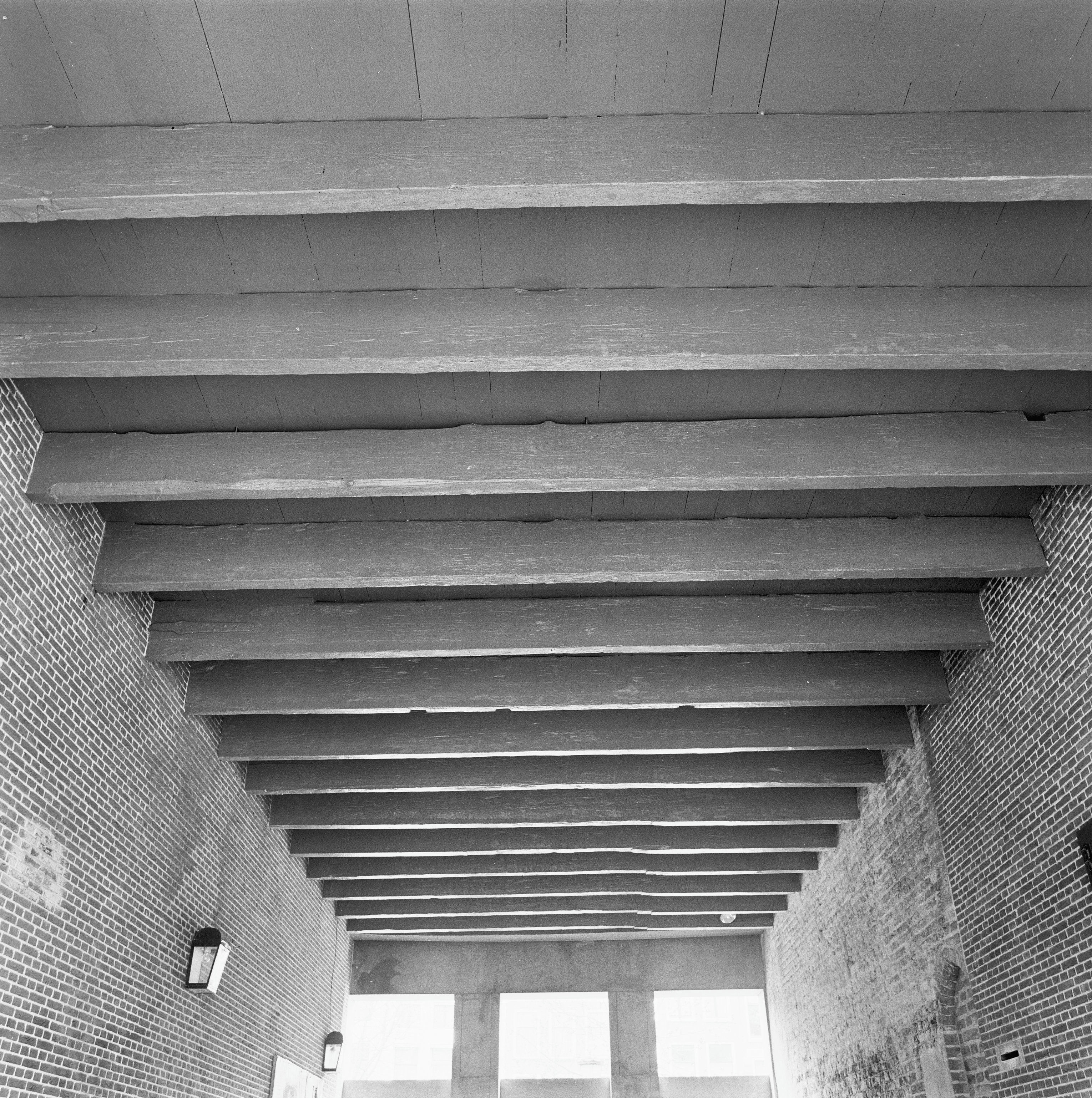
Verdiepingsbalklaag met daarop vloerhout aangebracht

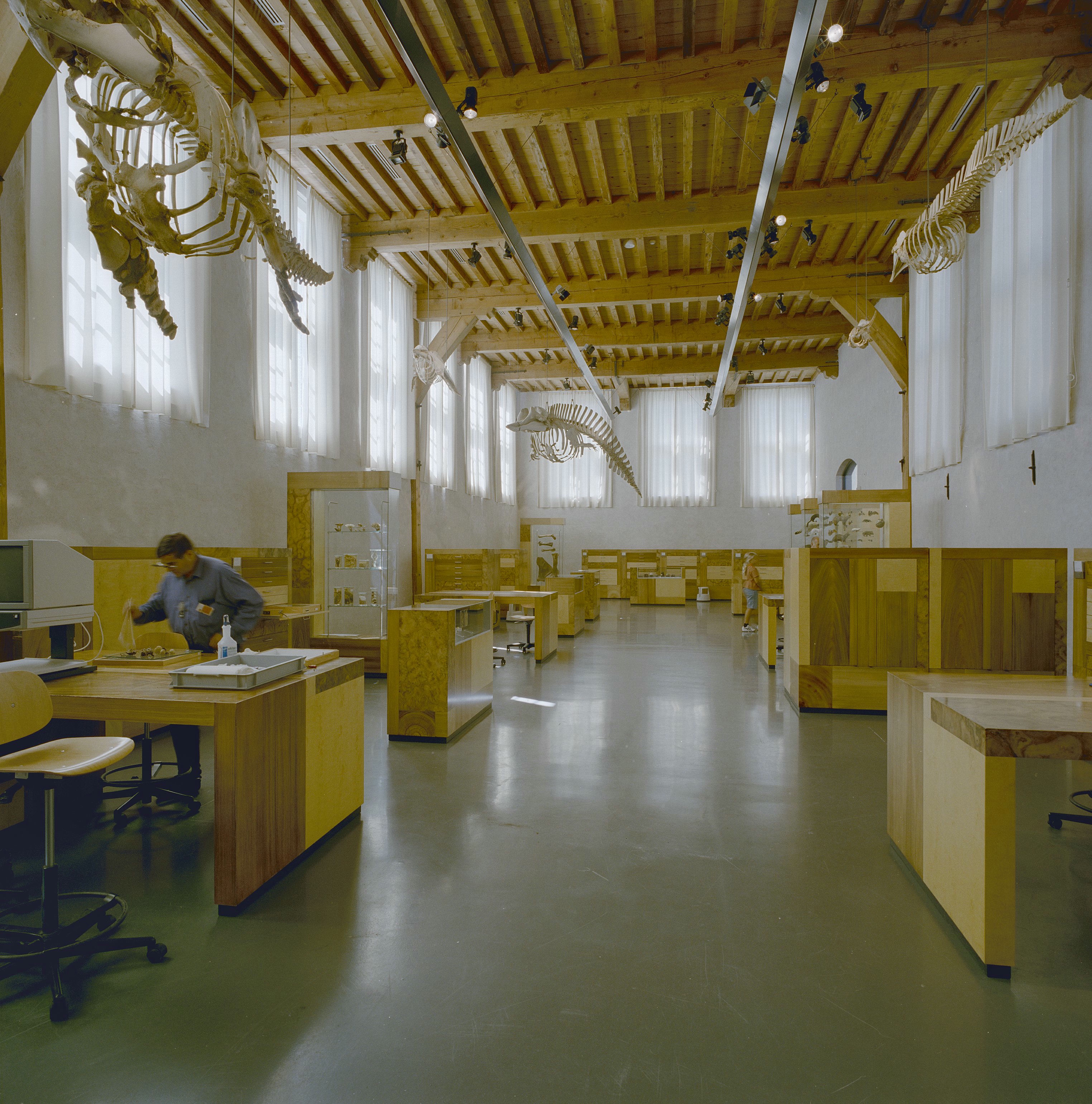
Moerbalken met haaks daarop kinderbalken

Een balklaag is een rij houten balken, die dient voor de ondersteuning van de vloer met zijn nuttige belasting (mensen, inventaris). De balklaag kan enkelvoudig zijn en bestaat dan uit een serie evenwijdig aangebrachte balken, die van muur tot muur loopt. Een samengestelde balklaag bestaat uit kleinere balkjes (kinderbinten) die de vloer dragen, rustend op de moerbalken en de moerbalken kunnen op hun beurt worden ondersteund door een onderslagbalk.

## Begane grond
Een balklaag op beganegrondniveau kan uit ongeschaafde balken bestaan. De balken moeten worden geconserveerd om het hout te beschermen tegen vocht wat uit de bodem komt. Om deze vochtuitwaseming te verminderen, kan grondverbetering worden toegepast door de bovenste 40 cm grond te vervangen door zuiver zand. Bij sterke uitwaseming is een bodemafsluiting van beton gewenst. Verder moet de ruimte tussen balken en grond (kruipruimte) altijd geventileerd worden, in de voor- en achtergevel worden daartoe muisdichte roosters aangebracht. Door het aanbrengen van tussensteunpunten door middel van poeren waarop een onderslagbalk rust, wordt de vrije overspanning gereduceerd en kunnen de balken een kleinere doorsnede (hoogte × breedte) krijgen. 

### Voordelen
- makkelijk aan te brengen en aan te passen, geen hijskraan nodig bij het aanbrengen;

### Nadelen
- om te voldoen aan de huidige isolatienormen moet isolatiemateriaal worden toegevoegd;
- arbeidsintensief;
- onderhoudsgevoelig;
- lawaaierig;
- alleen lichte  scheidingswanden kunnen worden gedragen;

## Verdieping
Een verdiepingsbalklaag dient tevens voor het bevestigen van het plafond en de verankering van de buitenmuren. Deze verankering is nodig om het uitknikken te voorkomen. De balken zijn onder te verdelen in de hoofdbalken die van muur tot muur lopen, strijkbalken die evenwijdig aan een muur lopen en de raveelbalken die gebruikt worden om ravelingen voor het trapgat en de schoorsteen te kunnen maken.

De verdiepingsbalklagen zijn onder te verdelen in:
- gewone verdiepingbalklagen, zoals hierboven omschreven;
- zolderbalklagen waarbij de spanten van de dakconstructie gekoppeld zijn aan een van de balken;
- platbalklagen zijn de balklagen die een platdak dragen.

De zogeheten gewone balklaag is te verdelen in: schone en vuile balklagen. Bij de eerste blijft de balk óf geheel in het gezicht en dus ook de zich daarop bevindende vloer, óf gedeeltelijk, omdat tussen de balken een plafond is aangebracht. Bij vuile balklagen is door een onder tegen de balken aangebracht plafond de balklaag niet zichtbaar. De balken kunnen ongeschaafd blijven, en een regelmatige balkverdeling is niet nodig. 

### Voordelen
- als begane grondbalklaag.
- lichte constructie

### Nadelen
- brandwerendheid is onvoldoende, kan met brandwerende platen of een stucplafond op niveau worden gebracht;
- arbeidsintensief;
- slechte geluidsisolatie;
- alleen lichte scheidingswanden kunnen worden gedragen.

## Aanbrengen
De bovenkant van de balken moet op de juiste hoogte en in een horizontaal vlak te laten liggen, het leggen dient daarom zorgvuldig te gebeuren. Het metselwerk moet tot ongeveer 40 mm onder de onderkant van de balken zijn opgetrokken, om deze gemakkelijk op de juiste hoogte te kunnen aanbrengen. Op 50 mm van de muur worden beide strijkbalken zuiver op hoogte en waterpas gebracht, zij dienen als uitgangspunt voor het aanbrengen van de tussenliggende balken. Door een draad te spannen tussen beide balken ontstaat er een horizontale lijn waaronder de balken worden gelegd. De balken moeten zo lang zijn dat de oplegging ten minste 100 tot 160 mm is.  Verder is het noodzakelijk, om verrotting tegen te gaan, de balkkoppen te conserveren (voorheen gebeurde dat met loodmenie).